# Principado de Anglona
El principado de Anglona fue un título nobliario sardo creado por Carlos Manuel III de Cerdeña el 17 de septiembre de 1767 a favor de María Josefa Pimentel y Téllez-Girón, condesa-duquesa de Benavente y duquesa consorte de Osuna.
El título hace referencia en su denominación a la antigua región de Anglona, al norte de Cerdeña, y fue creado junto con el marquesado de Márguini y los condados de Osilo y Coguinas.
El principado fue cedido al hijo menor de la condesa-duquesa, Pedro de Alcántara Téllez-Girón, quien recibió la grandeza de España personal en 1820 (luego para los sucesores en 1834) y en quien el título fue declarado hereditario en 1835. Por real decreto de 1849, Isabel II autorizó el uso en España del título como extranjero.

## Príncipes de Anglona
|                                         | Titular                                                  | Periodo                                 |
| Creado por Carlos Manuel III de Cerdeña | Creado por Carlos Manuel III de Cerdeña                  | Creado por Carlos Manuel III de Cerdeña |
| --------------------------------------- | -------------------------------------------------------- | --------------------------------------- |
| I                                       | María Josefa Pimentel y Téllez-Girón                     | 1767-?                                  |
| II                                      | Pedro de Alcántara Téllez-Girón y Pimentel               | ?-1851                                  |
| III                                     | Pedro de Alcántara Téllez-Girón y Fernández de Santillán | 1851-1900                               |

## Historia de los príncipes de Anglona
- I: María Josefa Pimentel y Téllez-Girón, XII condesa-duquesa de Benavente y I princesa de Anglona (1750-1834)

1. Casó en 1771 con Pedro de Alcántara Téllez-Girón y Pacheco, IX duque de Osuna. Le sucedió su hijo:

- II: Pedro de Alcántara Téllez-Girón y Pimentel, IX marqués de Jabalquinto, II príncipe de Anglona y grande de España (1786-1851)

1. Casó en 1811 con María del Rosario Fernández de Santillán y Valdivia. Le sucedió su hijo:

- III: Pedro de Alcántara Téllez-Girón y Fernández de Santillán, XIII duque de Osuna, XV conde-duque de Benavente, X marqués de Jabalquinto, III príncipe de Anglona y grande de España (1812-1900)

1. Casó en 1857 con su sobrina Julia Fernanda de Dominé Desmaisieres. Le sucedió su hija María de los Dolores Telléz-Girón Dominé, sin descendencia. El título de príncipe de Anglona se extingue con su tercer titular.